# ギリェルモ・コリア
ギリェルモ・セバスティアン・コリア（Guillermo Sebastián Coria, 1982年1月13日 - ）は、アルゼンチン・ルフィーノ出身の元男子プロテニス選手。2004年の全仏オープン男子シングルス準優勝者。シングルス自己最高ランキングは3位。身長175cm、体重69kg。右利き、バックハンド・ストロークは両手打ち。ATPツアーでシングルス9勝を挙げた（ダブルス優勝はない）。同国のライバル、ダビド・ナルバンディアンとは年齢も同じで、幼少時からしのぎを削ってきた。名前はアルゼンチンの男子テニス選手、ギリェルモ・ビラス（Guillermo Vilas）にあやかって「ギリェルモ」と命名された。

## 経歴
テニスコーチであった父親オスカーは、長男がよちよち歩きのうちからテニスを教え始めたという。1999年全仏オープン男子ジュニア部門でダビド・ナルバンディアンを破って優勝し、2000年にプロ入り。
2003年のシーズンに急成長を始め、年間5勝を挙げて世界ランキングトップ10に入る。この年に初めて全仏オープンの準決勝に進出を果たし、幼い頃から憧れてきたアンドレ・アガシを準々決勝で破ったが、続く準決勝でマルティン・フェルケルクに6-7, 4-6, 6-7のストレートで敗れた。
2004年全仏オープンに第3シードで出場し、準々決勝でカルロス・モヤ、準決勝でティム・ヘンマンを破って念願の決勝進出を果たす。決勝はノーシードから勝ち上がったガストン・ガウディオとの“アルゼンチン対決”になった。コリアが先に6-0, 6-3 2セットを奪ったが、勝利が目前に見えてきたところで、ガウディオが土壇場から反撃を開始し、6-4, 6-1で第3・第4セットを奪い返す。最終第5セットで、コリアに5本のマッチ・ポイントが訪れたが、ガウディオに6-8で押し切られて準優勝に終わった。
2005年全仏オープンは4回戦で止まったが、ウィンブルドン選手権4回戦進出と全米オープンベスト8がある。
2006年はセカンドサーブに苦しみ不調に陥る。更に春に右肩を痛め、得意とする全仏オープンを欠場した。故障は長引きウィンブルドン選手権も欠場、7月に復帰するも全米オープンは1回戦で途中棄権に終わった。その後長期離脱し、2007年9月には遂にランキングを失っている。
2008年2月にブラジル・オープンで、ATPツアーの大会では1年7ヶ月ぶりとなる勝利を挙げたものの、怪我の治療の為ツアーへの参加は断続的なものとなっており、ランキングも500位台までしか戻せなかった。2009年4月に引退を表明。
現在は地元アルゼンチンにテニスアカデミーを開校し、ジュニア・若手選手の育成、並びにマネージメントを行っている。
コリアは摂取したビタミン剤が原因でドーピング違反となり2001年8月から7カ月の出場停止処分を受けたことがある。名誉回復と慰謝料を求めて製造元の食品会社を提訴していたが、2007年に和解した。

## プレースタイル
身長175cmと小柄だが、フットワークと変化をつけたストロークで活躍した。特にクレーコートを得意とし、ツアー9勝中8勝を挙げている。

## ATPツアー決勝進出結果

### シングルス: 20回 (9勝11敗)
| 大会グレード                                  |
| グランドスラム (0-1)                          |
| テニス・マスターズ・カップ (0-0)              |
| ATPマスターズシリーズ (2-5)                   |
| ATPインターナショナルシリーズ・ゴールド (2-0) |
| ATPインターナショナルシリーズ (5–5)           |

| サーフェス別タイトル |
| ハード (0–3)         |
| クレー (8-7)         |
| 芝 (0-1)             |
| カーペット (1-0)     |

| 結果   | No. | 決勝日         | 大会                 | サーフェス        | 対戦相手                     | スコア                     |
| ------ | --- | -------------- | -------------------- | ----------------- | ---------------------------- | -------------------------- |
| 優勝   | 1.  | 2001年2月12日  | ビニャ・デル・マール | クレー            | ガストン・ガウディオ         | 4–6, 6–2, 7–5              |
| 準優勝 | 1.  | 2001年5月7日   | マヨルカ             | クレー            | アルベルト・マルティン       | 3–6, 6–3, 2–6              |
| 準優勝 | 2.  | 2002年9月18日  | コスタ・ド・サイペ   | ハード            | グスタボ・クエルテン         | 7–6(4), 5–7, 6–7(2)        |
| 準優勝 | 3.  | 2003年2月24日  | ブエノスアイレス     | クレー            | カルロス・モヤ               | 3–6, 6–4, 4–6              |
| 準優勝 | 4.  | 2003年4月21日  | モンテカルロ         | クレー            | フアン・カルロス・フェレーロ | 2–6, 2–6                   |
| 優勝   | 2.  | 2003年5月12日  | ハンブルク           | クレー            | アグスティン・カレリ         | 6–3, 6–4, 6–4              |
| 優勝   | 3.  | 2003年7月14日  | シュトゥットガルト   | クレー            | トミー・ロブレド             | 6–2, 6–2, 6–1              |
| 優勝   | 4.  | 2003年7月27日  | キッツビュール       | クレー            | ニコラス・マスー             | 6–1, 6–4, 6–2              |
| 優勝   | 5.  | 2003年7月28日  | ソポト               | クレー            | ダビド・フェレール           | 7–5, 6–1                   |
| 優勝   | 6.  | 2003年10月12日 | バーゼル             | カーペット (室内) | ダビド・ナルバンディアン     | 不戦勝                     |
| 優勝   | 7.  | 2004年2月16日  | ブエノスアイレス     | クレー            | カルロス・モヤ               | 6–4, 6–1                   |
| 準優勝 | 5.  | 2004年4月5日   | マイアミ             | ハード            | アンディ・ロディック         | 7–6(2), 3–6, 1–6, 途中棄権 |
| 優勝   | 8.  | 2004年4月19日  | モンテカルロ         | クレー            | ライナー・シュットラー       | 6–2, 6–1, 6–3              |
| 準優勝 | 6.  | 2004年5月17日  | ハンブルク           | クレー            | ロジャー・フェデラー         | 6–4, 4–6, 2–6, 3–6         |
| 準優勝 | 7.  | 2004年6月7日   | 全仏オープン         | クレー            | ガストン・ガウディオ         | 6–0, 6–3, 4–6, 1–6, 6–8    |
| 準優勝 | 8.  | 2004年6月21日  | スヘルトーヘンボス   | 芝                | ミカエル・ロドラ             | 3–6, 4–6                   |
| 準優勝 | 9.  | 2005年4月18日  | モンテカルロ         | クレー            | ラファエル・ナダル           | 3–6, 1–6, 6–0, 5–7         |
| 準優勝 | 10. | 2005年5月9日   | ローマ               | クレー            | ラファエル・ナダル           | 4–6, 6–3, 3–6, 6–4, 6–7(6) |
| 優勝   | 9.  | 2005年7月31日  | ウマグ               | クレー            | カルロス・モヤ               | 6–2, 4–6, 6–2              |
| 準優勝 | 11. | 2005年9月19日  | 北京                 | ハード            | ラファエル・ナダル           | 7–5, 1–6, 2–6              |

## 4大大会シングルス成績
略語の説明
| W | F | SF | QF | #R | RR | Q# | LQ | A | Z# | PO | G | S | B | NMS | P | NH |

W=優勝, F=準優勝, SF=ベスト4, QF=ベスト8, #R=#回戦敗退, RR=ラウンドロビン敗退, Q#=予選#回戦敗退, LQ=予選敗退, A=大会不参加, Z#=デビスカップ/BJKカップ地域ゾーン, PO=デビスカップ/BJKカッププレーオフ, G=オリンピック金メダル, S=オリンピック銀メダル, B=オリンピック銅メダル, NMS=マスターズシリーズから降格, P=開催延期, NH=開催なし.
| 大会           | 2000 | 2001 | 2002 | 2003 | 2004 | 2005 | 2006 | 2007 | 2008 | 通算成績 |
| -------------- | ---- | ---- | ---- | ---- | ---- | ---- | ---- | ---- | ---- | -------- |
| 全豪オープン   | A    | 2R   | A    | 4R   | 1R   | 4R   | 3R   | A    | A    | 9-5      |
| 全仏オープン   | 2R   | 1R   | 3R   | SF   | F    | 4R   | A    | A    | 1R   | 17-7     |
| ウィンブルドン | A    | 1R   | A    | 1R   | 2R   | 4R   | A    | A    | A    | 4-4      |
| 全米オープン   | LQ   | A    | 3R   | QF   | A    | QF   | 1R   | A    | A    | 10-4     |